# Joure

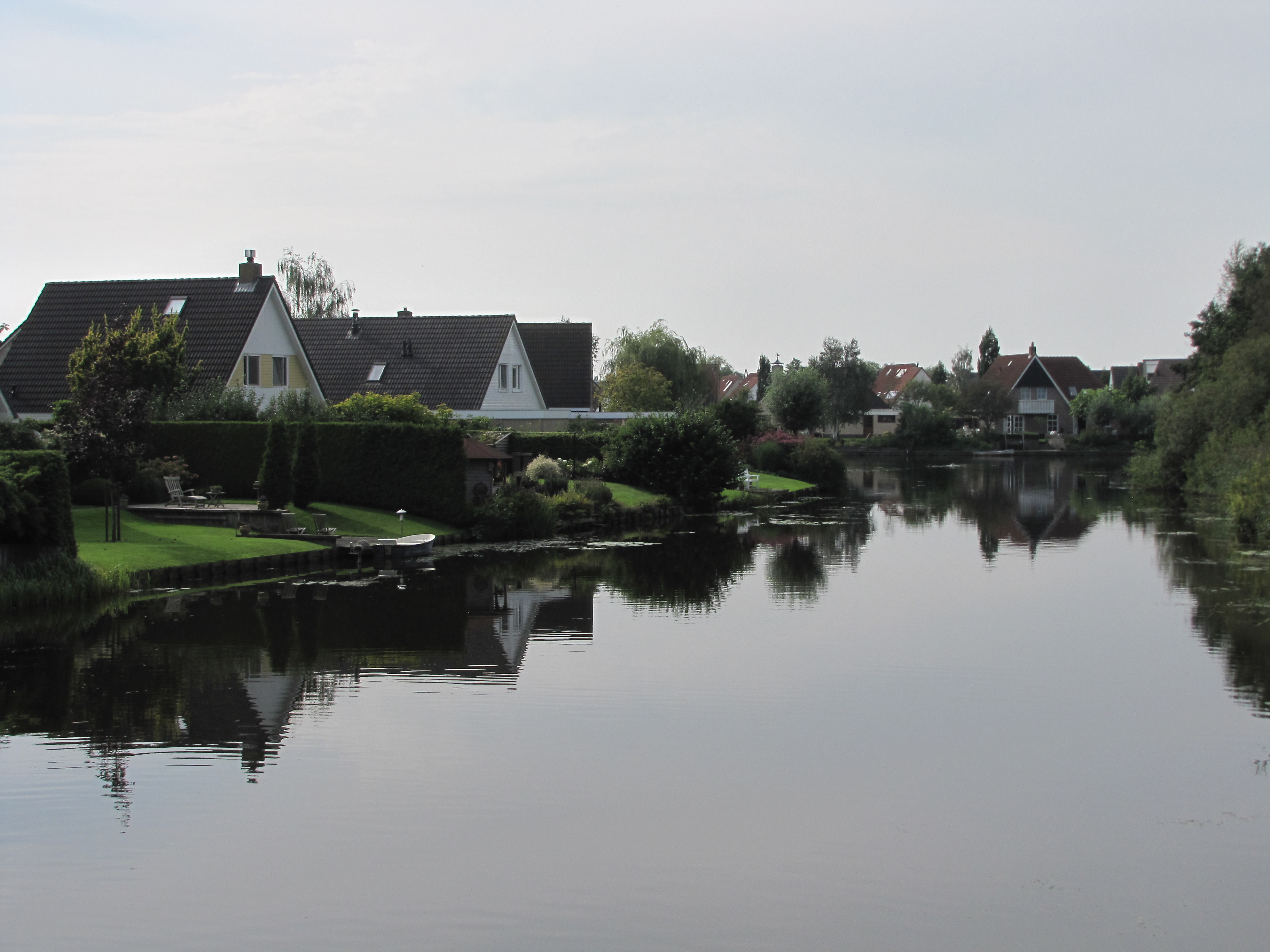
Veduta di Joure

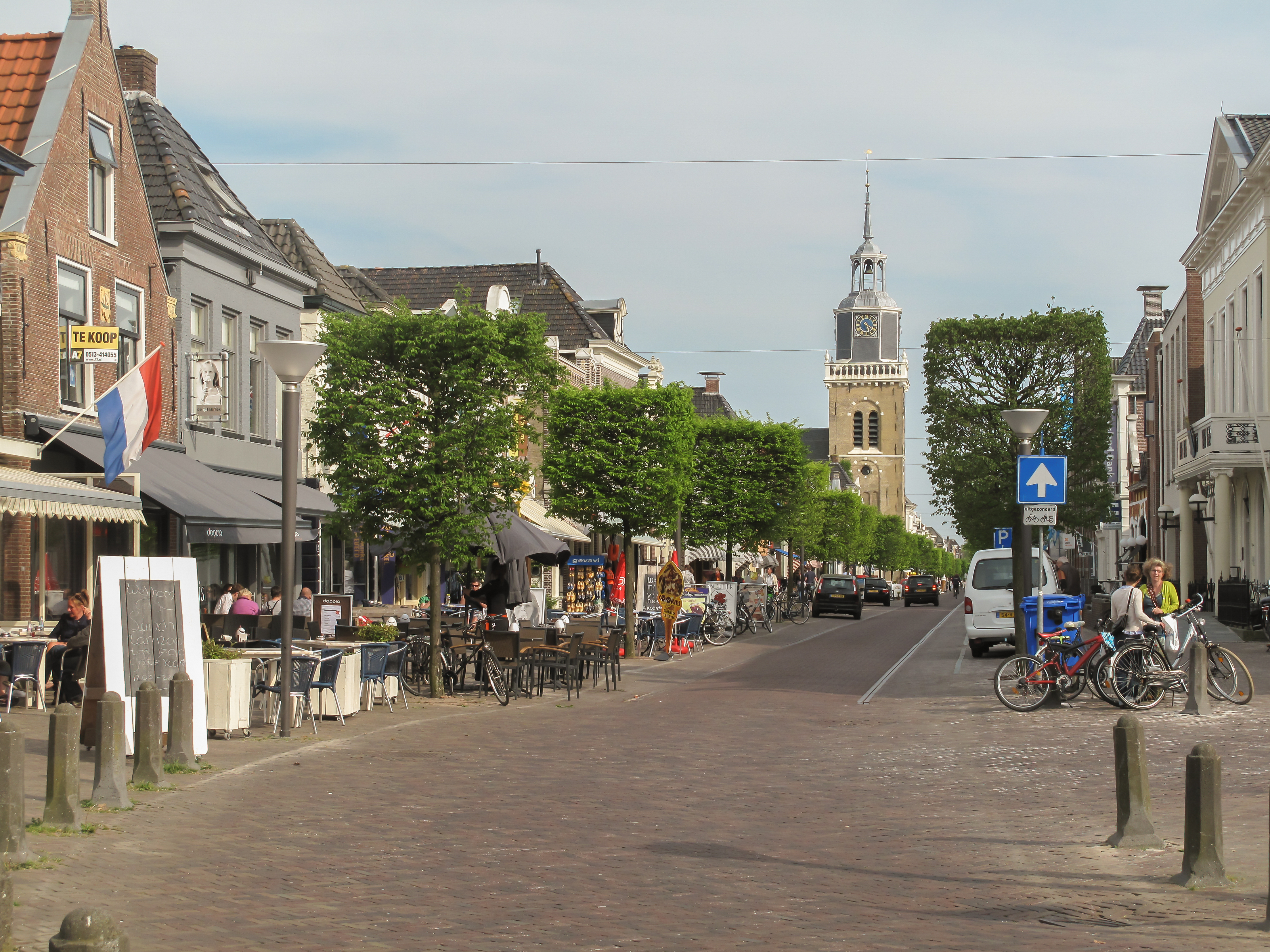
Joure: la via principale, la Midstraat

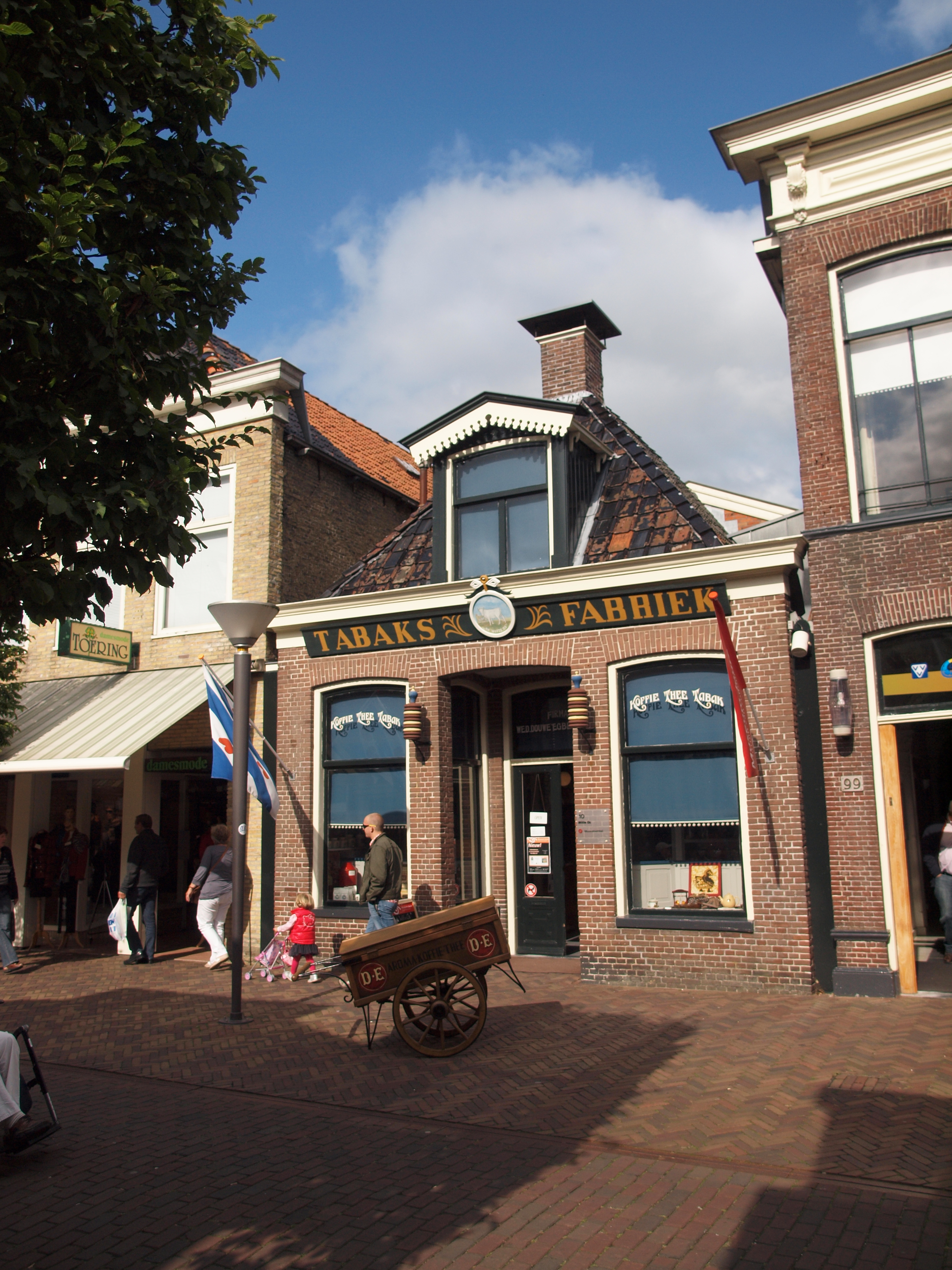
Joure: edifici nella Midstraat

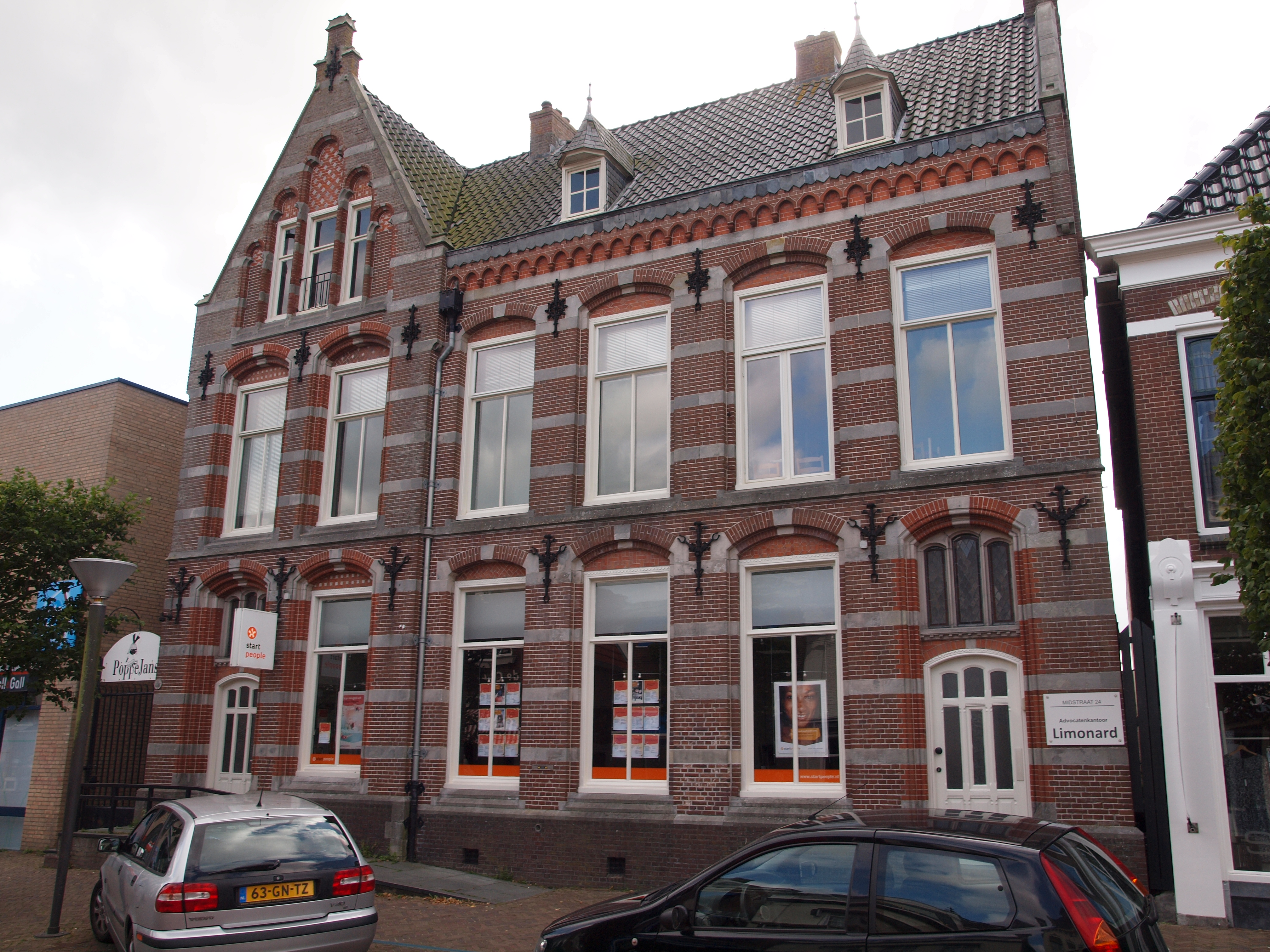
Joure: edificio classificato come rijksmonument nella Midstraat

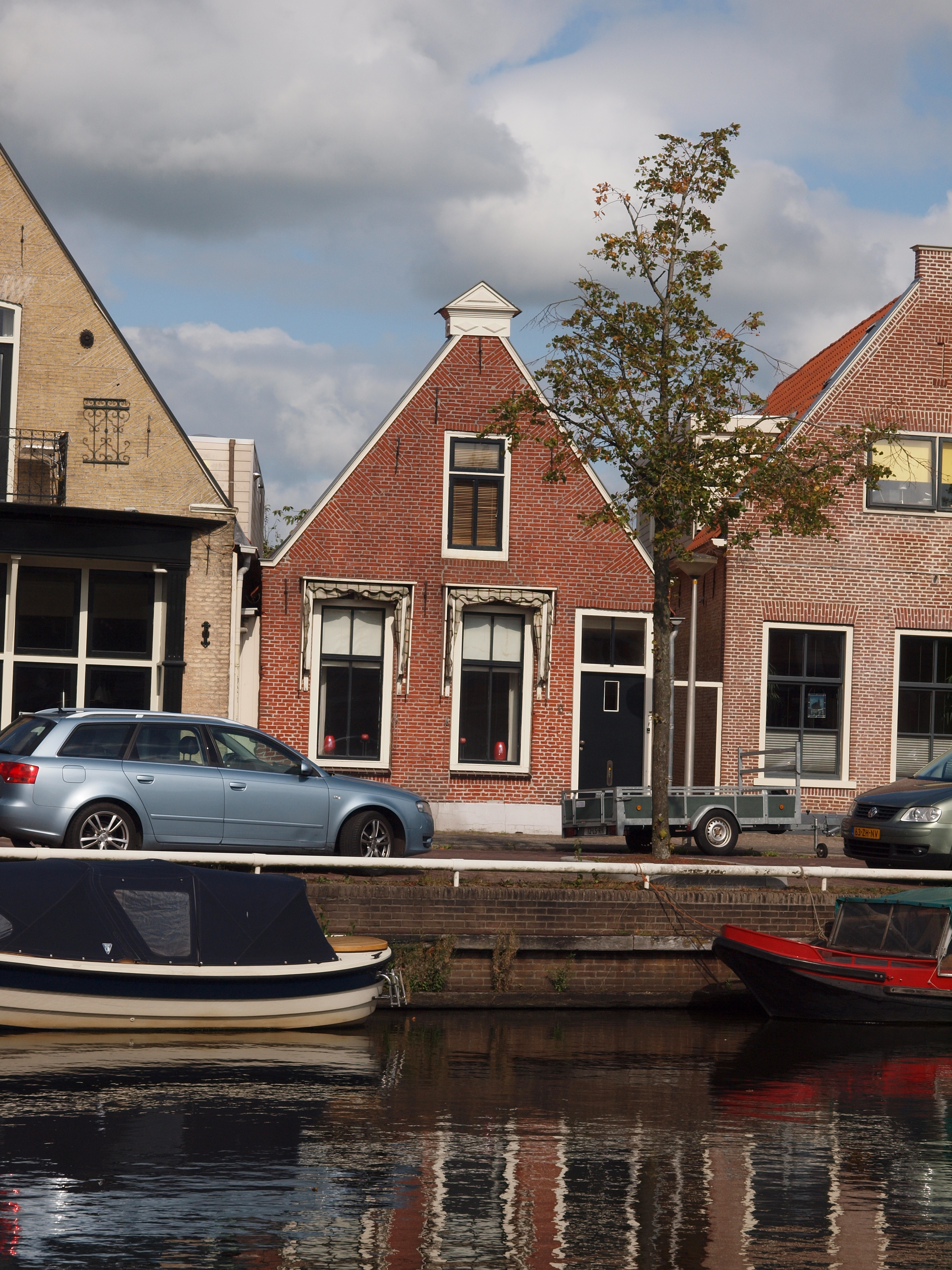
Joure: edifici a 't Zand

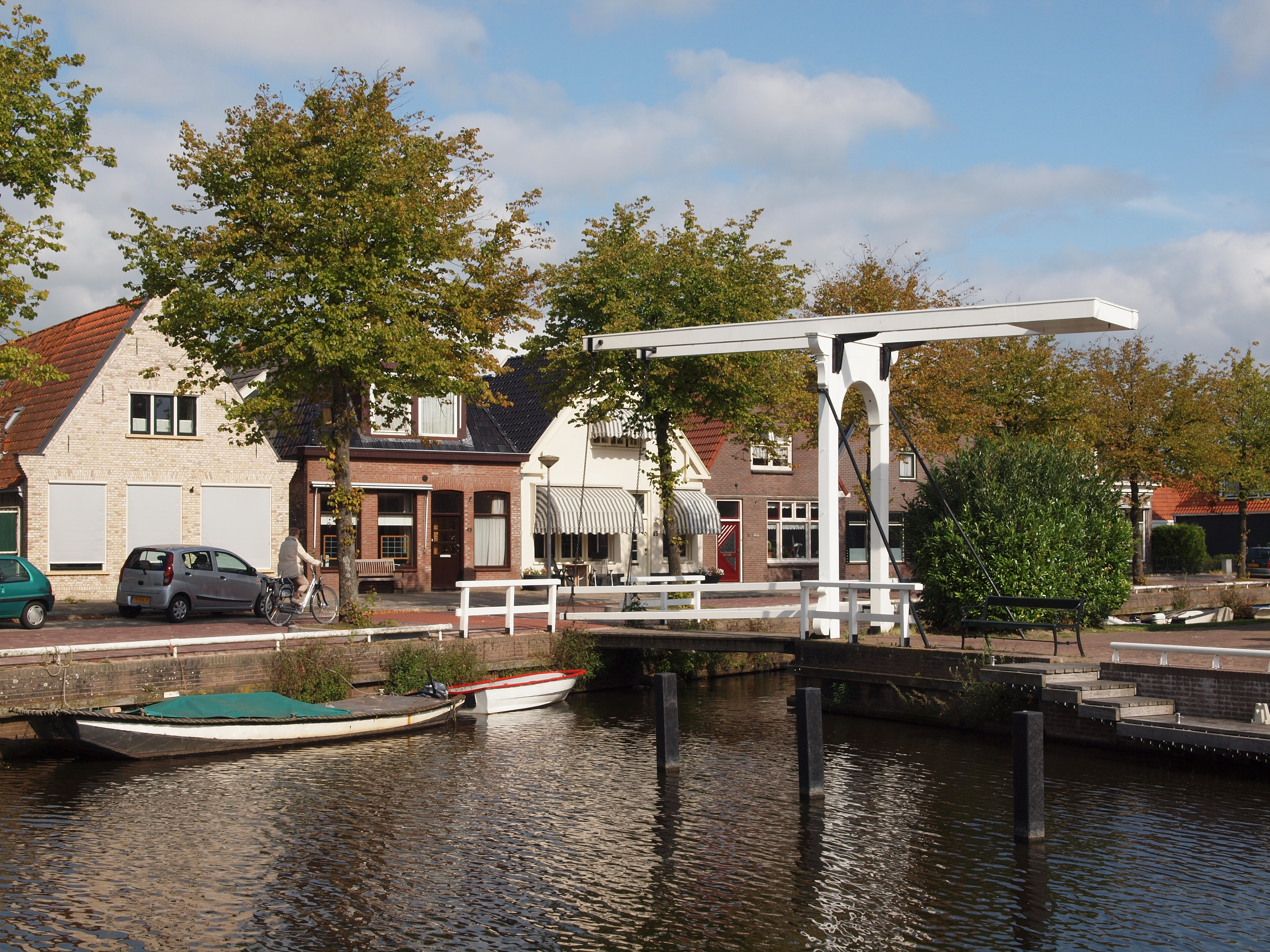
Joure:il Boterstraatbrug

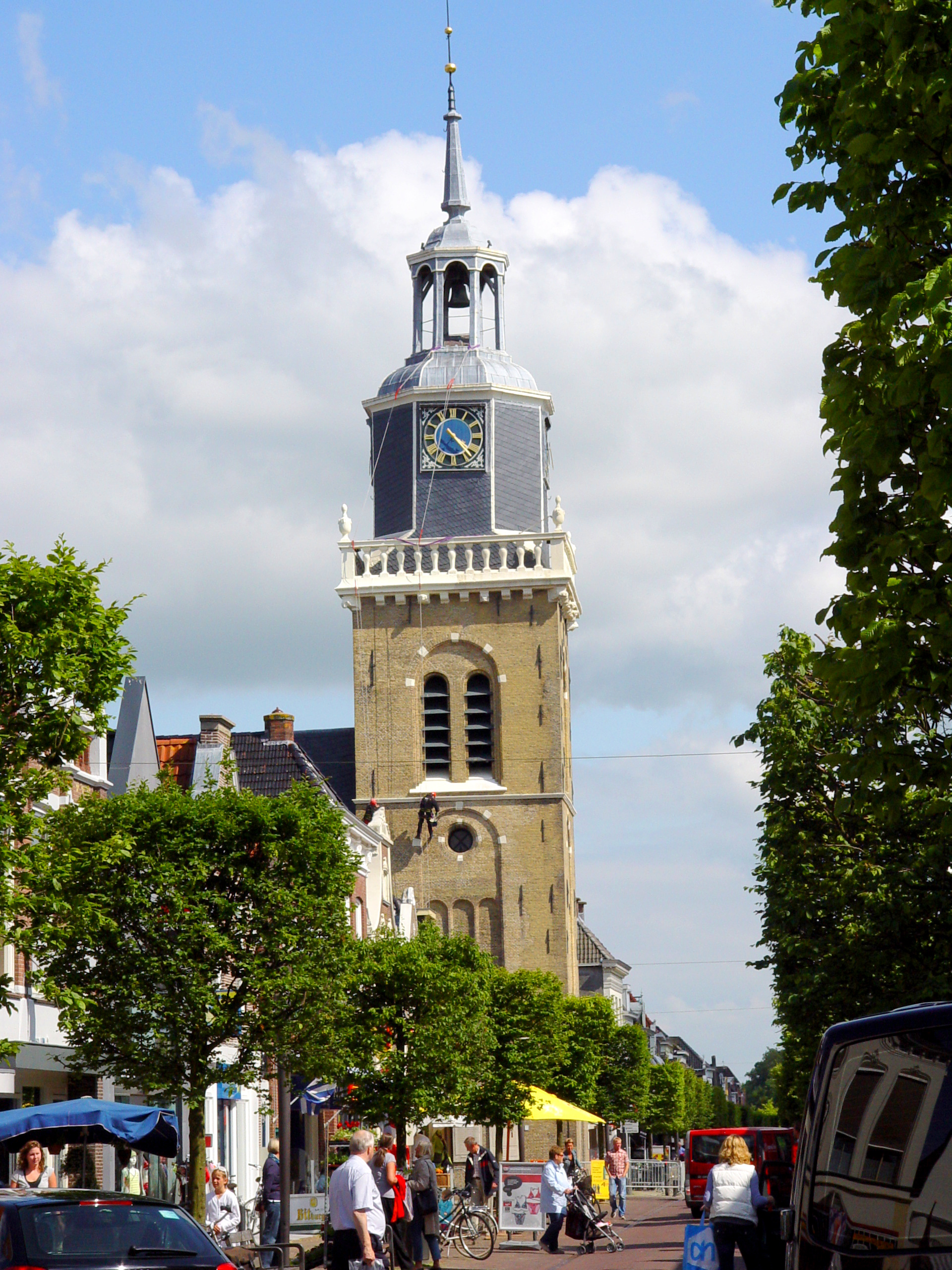
Joure: la chiesa protestante

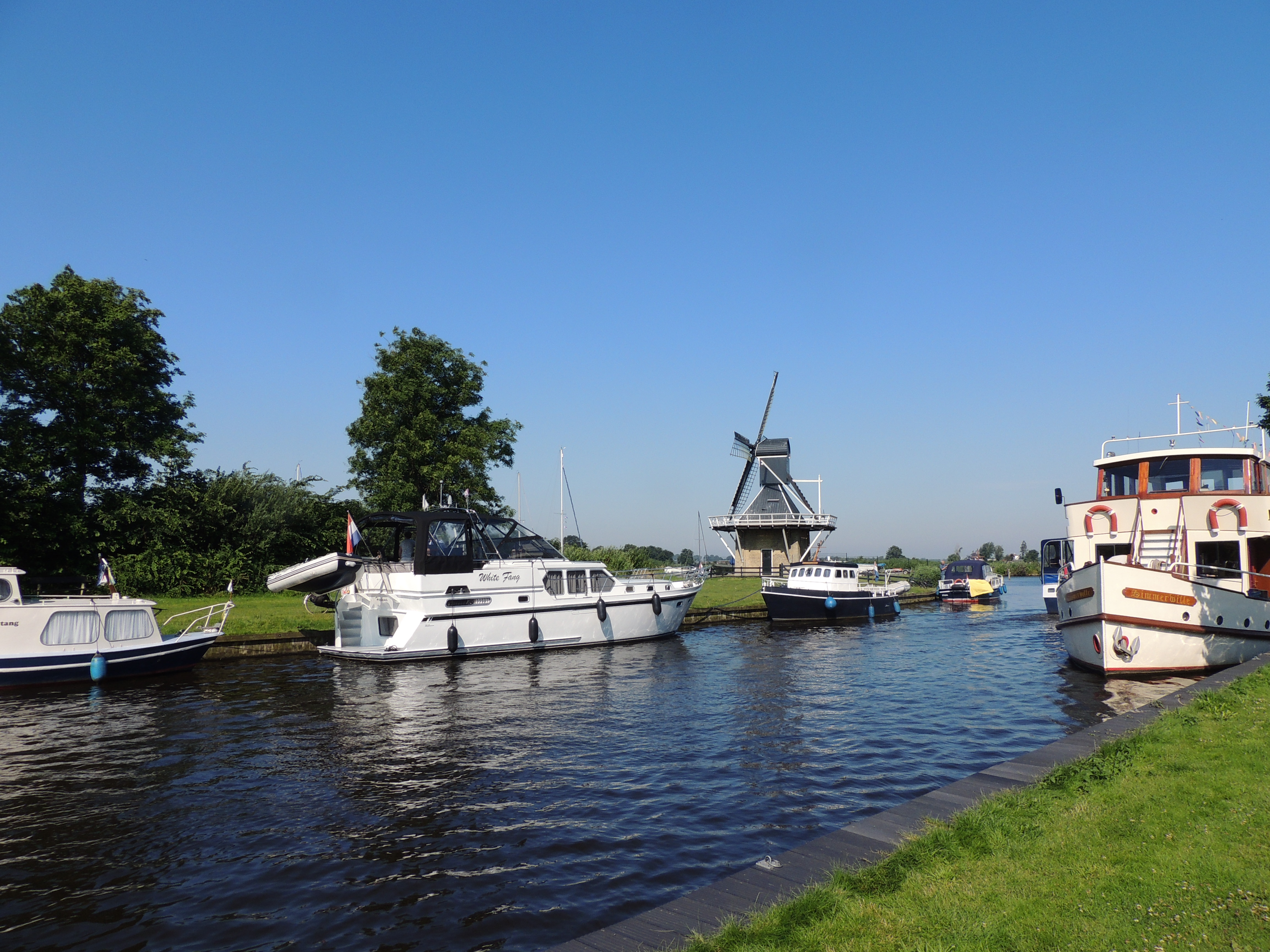
veduta di Joure con, in lontananza, De Groene Molen

Joure (in frisone: De Jouwer) è una località di circa 13 000 abitanti del nord-est dei Paesi Bassi, facente parte della provincia della Frisia. È il capoluogo del comune di De Fryske Marren/De Friese Meren; precedentemente aveva fatto parte dei comuni di Haskerland (fino al 1983) e di Skarsterlân (1984-2013).

## Geografia fisica
Joure si trova nella parte sud-occidentale della provincia dell'Frisia, tra Heerenveen e Sneek (rispettivamente ad ovest/nord-ovest della prima e a sud-est della seconda).,

## Origini del nome
Il toponimo Joure deriva probabilmente da un corso d'acqua chiamato *Ghebara.

## Storia

### Dalla fondazione ai giorni nostri
Il villaggio sorse nel corso del XV secolo su una collinetta sabbiosa ed è menzionato per la prima volta nel 1466 come opter Heuwere.
Nel corso del XVI secolo il villaggio si estese in direzione del Westermeer e fu realizzata la Midstraat.
In seguito, nel 1614, fu realizzato il porticciolo, chiamato De Kolk.
Alla fine del XVIII secolo, si sviluppò a Joure l'industria degli orologi, che veniva esportati anche al di fuori dei Paesi Bassi.

### Simboli
Lo stemma di Joure raffigura un covone di grano dorata su sfondo azzurro.

## Monumenti e luoghi d'interesse
Joure conta 24 edifici classificati come rijksmonumenten.

### Architetture religiose

#### Chiesa protestante
Al nr. 67 della Midstraat si erge la chiesa protestante o chiesa di Hobbe van Baerdt, la cui parte più antica è la torre campanaria, che risale al 1628.
|  |

#### Chiesa parrocchiale
Ai nr. 70-72 della Midstraat si trova la chiesa parrocchiale, un edificio in stile neoclassico risalente al 1824.
|  |

#### Chiesa di San Matteo
Al nr. 110 della Midstraat si trova anche una chiesa dedicata a San Matteo, che presenta una torre in stile neoromanico eretta tra il 1886 e il 1867 su progetto dell'architetto H.J. Wennekers.

### Architetture civili

#### De Groene Molen
Altro edificio d'interesse è De Groene Molen ("Il mulino verde"), risalente al XIX secolo.
|  |

#### Penninga's Molen
Altro mulino a vento di Joure è il Penninga's Molen, risalente al 1900.
|  |

#### Watertoren
Altro edificio d'interesse ancora è la Watertoren, costruita tra il 1927 e il 1928 su progetto dell'architetto C.J. Wierda.

## Cultura

### Musei
In un edificio al nr. 97 della Midstraat, che un tempo ospitava la ditta Douwe Egberts, si trova il Museum Joure.

## Amministrazione

### Gemellaggi
- Romania, Mediaș